# 坎頓 (喬治亞州)
坎頓（英語：Canton）是一個位於美國喬治亞州切羅基縣的城市。根據2010年美國人口普查，該地共人口22958人，而該地的面積約為48.50平方千米。同時該地也是切羅基縣的縣治。

## 地理
坎頓的座標為34°13′38″N 84°29′41″W / 34.22722°N 84.49472°W，而該地的平均海拔高度為295米（即968英尺）。